# Microstylum pica
Microstylum pica är en tvåvingeart som beskrevs av Macquart 1846. Microstylum pica ingår i släktet Microstylum och familjen rovflugor. Inga underarter finns listade i Catalogue of Life.